# Parc national de Fundy
Vous lisez un « article de qualité » labellisé en 2011.
Pour les articles homonymes, voir Fundy.
Le parc national de Fundy est un parc national situé sur la rive nord de la baie de Fundy de la province du Nouveau-Brunswick au Canada, à environ 90 km au sud-ouest de Moncton. Ses 206 km2 se partagent en deux paysages : d'une part, une côte découpée et connue pour les plus hautes marées du monde et, d'autre part, un plateau entaillé de ravins abrupts et couvert d'une forêt mixte composée d'épinette rouge, de sapin baumier, de bouleau jaune, de bouleau à papier, d'érable à sucre et d'érable rouge.
Peu fréquenté par les Micmacs et les Malécites, le territoire du parc a été colonisé vers 1820 par des habitants des îles Britanniques qui pratiquaient une agriculture de subsistance et exploitaient la forêt. Les rives de la rivière Point Wolfe et de la Haute rivière Salmon virent l'implantation de scieries jusqu'à ce que, par épuisement de la ressource, la région soit partiellement abandonnée dans les années 1920. Le parc a été créé le 10 avril 1948 à l'issue d'une longue négociation entre les gouvernements provincial et fédéral.
Administré par Parcs Canada, il est visité chaque année par 260 000 personnes. Il constitue l'aire centrale de la réserve de biosphère de Fundy, reconnue par l'UNESCO en 2007.

## Toponymie
Le parc est nommé ainsi d'après sa situation au bord de la baie de Fundy. On a longtemps cru que Fundy provenait du portugais fondo, qui veut dire « profond ». Il est cependant plus probable qu'il s'agit de la corruption de « cap fendu », l'ancien nom français du cap Split, qui est situé sur la péninsule Blomidon à l'entrée du bassin des Mines. En 1604, Marc Lescarbot utilise le nom de baye Françoise. Lors de la capture de Port-Royal en 1614 par Samuel Argall, ce dernier lui donne le nom de Argall's Bay. Le nom de la baie apparaît sous la forme de Baye Foundy sur la carte de John Thornton de 1688 et de Fundi Bay sur la carte de Herman Moll de 1720. Au milieu du XVIIIe siècle, Bay of Fundy finit par s'imposer en anglais.

## Géographie

### Localisation

Carte du parc national de Fundy

Le parc national a une superficie de 205,9 km2. Il est situé dans le Sud-Est du Nouveau-Brunswick, sur la rive nord de la baie de Chignectou, une des extrémités de la baie de Fundy. Il est entièrement compris dans le territoire du village de Fundy Albert, en grande partie dans le comté d'Albert, — à l'exception de l'extrémité ouest située dans le comté de Saint-Jean et le comté de Kings. Il est situé à 90 km de Moncton et à 110 km de Saint-Jean. Le parc partage ses limites avec les zones naturelles protégées de la Gorge-de-la-Rivière-Point-Wolfe et de la Colline-McManus.

### Relief
Le parc est situé sur le bord des collines Calédoniennes qui sont composées d'un plateau s'élevant rapidement de la mer jusqu'à une altitude de 300 m. Le sommet du parc est la colline Rossiter qui culmine à une altitude de 385 m. La côte du parc, ciselée par les ravins profonds des rivières Point Wolfe, Haute Salmon et Goose, est composée de bas-fonds intertidaux, de plages en pente douce, d'anses abritées et de falaises de 150 m.

### Hydrographie

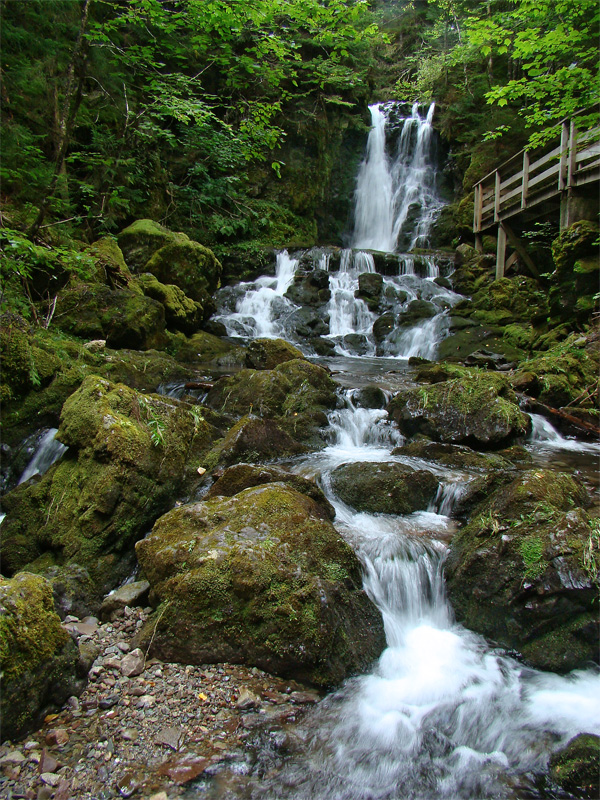
Les chutes Dickson.

Le territoire du parc comprend une partie de trois bassins versants, ceux des rivières Point Wolfe, Haute Salmon et Goose. Le parc est aussi traversé par trois autres rivières : Point Wolfe Est, Forty Five et Broad. La forte pente des collines Calédoniennes en direction de la baie a parsemé le parc de nombreuses chutes d'eau, dont les chutes Dickson et Laverty.

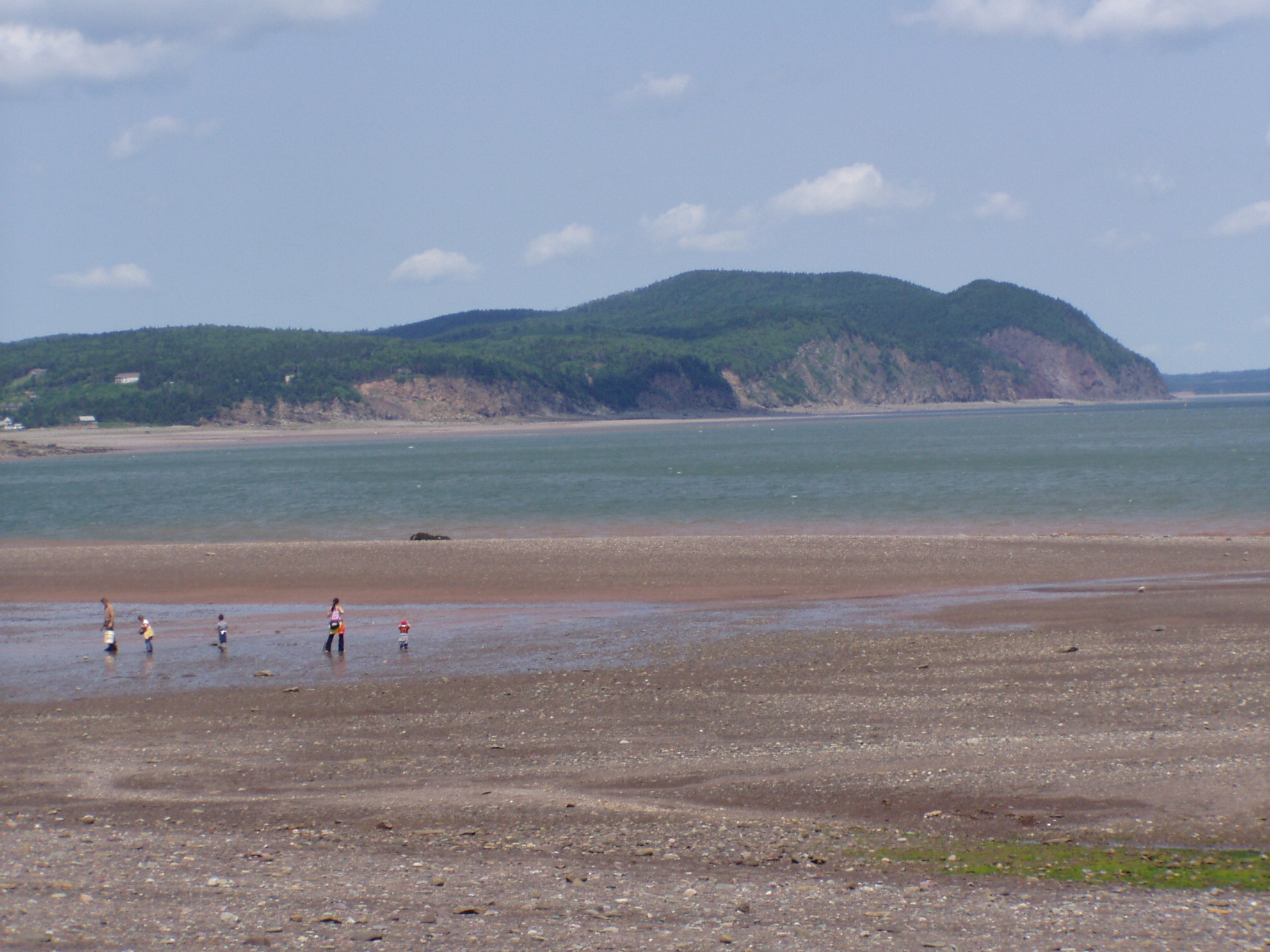
Plage d'Alma à marée basse.

Les marées de la baie de Fundy sont parmi les plus fortes du monde. Elles atteignent en moyenne 12 m au niveau du parc national et peuvent même atteindre 16 m lors des marées de vives-eaux. Ce phénomène est dû à la seiche (mouvement d'oscillation de l'eau dans la baie) qui met environ 13 heures pour aller de l'extrémité de la baie jusqu'à l'entrée et en revenir. Cet effet est amplifié par les marées dont le cycle est de 12 heures et 25 minutes. Un facteur secondaire est la forme de la baie, qui est plus étroite et moins profonde au fond, ce qui amplifie le phénomène.

### Géologie

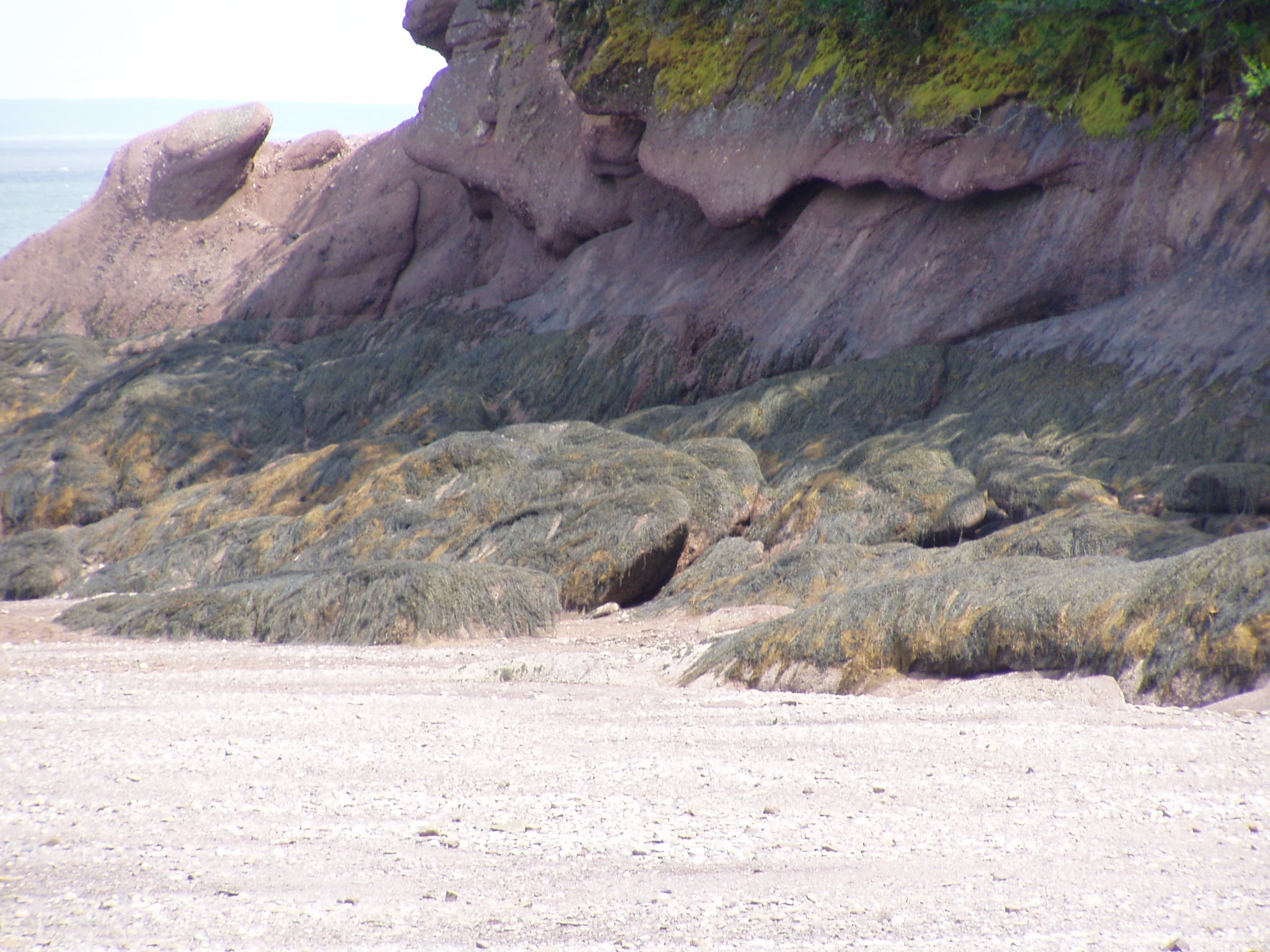
Différentes formations rocheuses à Herring Cove.

La majorité des roches du parc font partie de la zone avalonienne des Appalaches. Résiduelle du microcontinent Avalonia, cette zone est composée de roches volcaniques du Néoprotérozoïque recouvertes en partie de roches sédimentaires du Cambrien. Ce petit continent est entré en collision avec Laurentia pendant l'orogenèse acadienne. Les roches de la zone d'Avalon, dont les plus vieilles datent d'environ 600 millions d'années, sont les plus anciennes de la province. Les roches des secteurs d'Herring Cove et d'Alma sont beaucoup plus jeunes. Elles proviennent de l'érosion de la jeune chaîne appalachienne au cours du Carbonifère, il y a environ 325 millions d'années, qui créa le bassin des Maritimes. Le paysage à cette époque correspondait à une jungle tropicale traversée par des cours d'eau imposants. On trouve sur la plage d'Alma des roches ressemblant à du sable fin et contenant de nombreux fossiles de plantes ainsi que des veines de charbon.
La province fut entièrement couverte par les glaciers lors de la glaciation du Wisconsin. Au cours de leur retrait, l'inlandsis se sépara en deux calottes glaciaires dont l'une occupa la zone actuelle des collines Calédoniennes. Les glaciers ont fondu il y a environ 13 000 ans, laissant sur leur passage un till de fond. Un autre signe du passage des glaciers est la présence d'un kettle qui a été rempli par l'étang MacLaren.

### Climat
Sur la côte, le climat est caractérisé par des étés frais et humides et des hivers doux et humides. La température moyenne annuelle est d'environ 6 °C, avec une moyenne estivale de 14,5 °C, et une moyenne hivernale de −3 °C. La moyenne des précipitations y est de 1 185 mm à Alma, et il s'écoule en moyenne 147 jours sans gel par année.
Sur les plateaux, les étés sont généralement chauds et pluvieux, et les hivers doux et neigeux. La moyenne estivale y est de 15 °C et la moyenne hivernale de −5 °C. Le lac Wolfe, situé au nord-ouest du parc, reçoit des précipitations moyennes de 1 210 mm par année, et en moyenne 102 jours par an se passent sans gel.
| Mois                     | jan. | fév. | mars  | avril | mai | juin  | jui.  | août | sep. | oct.  | nov.  | déc.  | année   |
| ------------------------ | ---- | ---- | ----- | ----- | --- | ----- | ----- | ---- | ---- | ----- | ----- | ----- | ------- |
| Température moyenne (°C) | −7,2 | −6,5 | −1,8  | 3,9   | 9,4 | 13,8  | 17    | 17   | 13,3 | 8     | 2,7   | −3,8  | 5,5     |
| Précipitations (mm)      | 162  | 102  | 135,8 | 110,8 | 129 | 114,4 | 119,9 | 98,7 | 124  | 128,2 | 149,7 | 156,2 | 1 530,6 |
| dont neige (cm)          | 74,7 | 54,5 | 55,6  | 18,1  | 1,4 | 0     | 0     | 0    | 0    | 0,8   | 125   | 54,3  | 271,9   |

## Milieu naturel

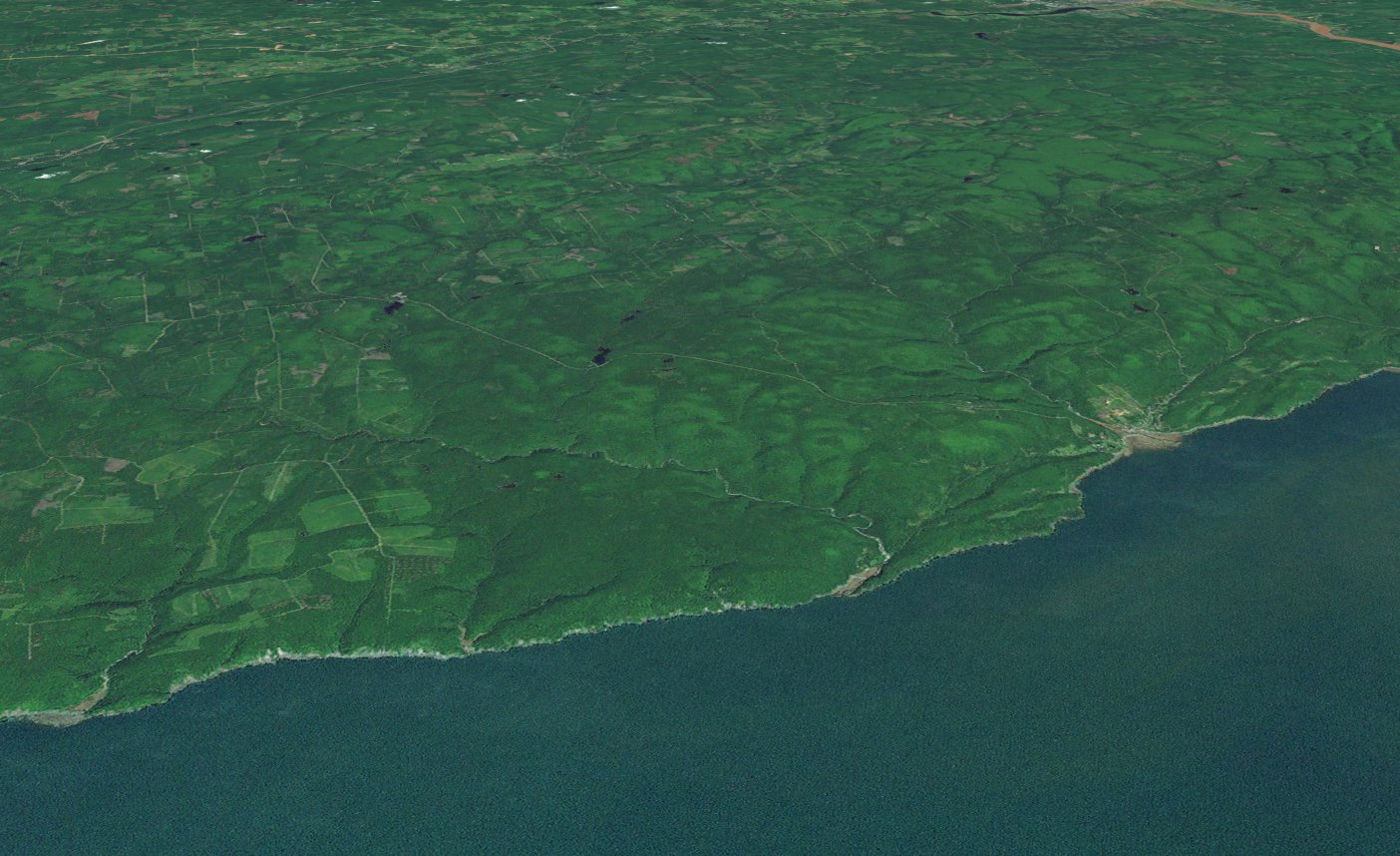
Les forêts sombres du parc se détachent nettement du reste de la région.

Selon la commission de coopération environnementale, le parc est situé dans l'écorégion de niveau III des collines et plaines du Maine/Nouveau-Brunswick des forêts tempérées de l'Est,. Le cadre écologique canadien partage quant à lui le parc en deux écorégions distinctes : la première, qui comprend le sud du parc et la côte de la baie de Fundy, est caractérisée par des étés frais et humides, des hivers doux et humides, et par des forêts d'épinette rouge, de sapin baumier et d'érable rouge ; la seconde, correspondant aux hautes-terres du sud du Nouveau-Brunswick, est caractérisée par des étés chauds et pluvieux et des hivers doux et neigeux, et par des forêts mixtes d'érable à sucre, d'érable rouge, d'épinette blanche, d'épinette rouge et de sapin baumier. Enfin, selon le classement du fonds mondial pour la nature, le parc est situé dans l'écorégion des forêts de la Nouvelle-Angleterre et de l'Acadie.

### Flore

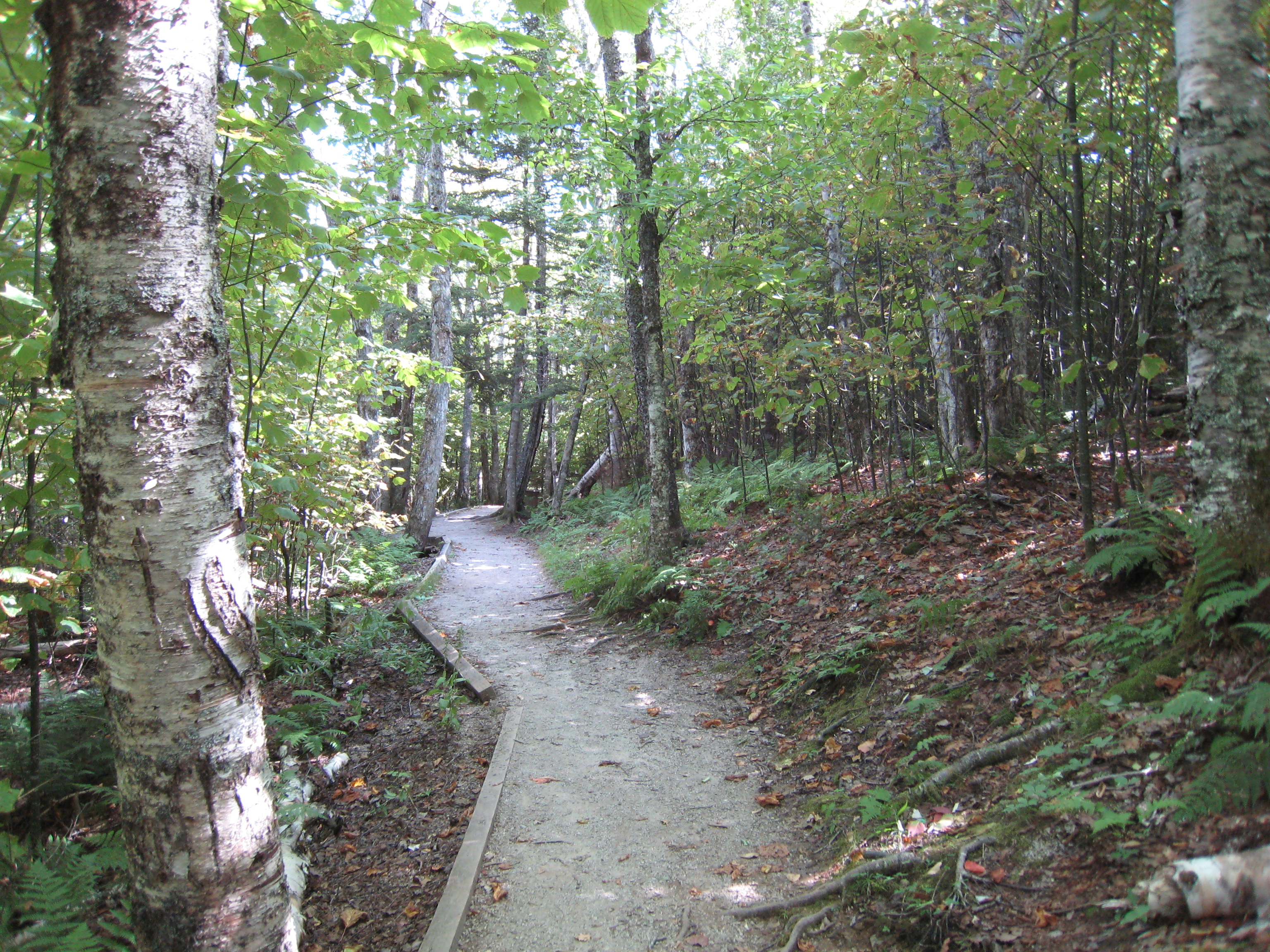
Sentier dans une bétulaie de bouleaux jaunes.

On a recensé 658 espèces de plantes vasculaires, 276 espèces de bryophytes et 400 espèces de lichens dans le parc national. La forêt de Fundy est une forêt mixte composée en majorité d'épinette rouge (Picea rubens), de sapin baumier (Abies balsamea), de bouleau jaune (Betula alleghaniensis), de bouleau à papier (Betula papyrifera), d'érable à sucre (Acer saccharum) et d'érable rouge (Acer rubrum). Les sous-bois de ses forêts sont peuplés de mousses, de dryoptère spinuleuse (Dryopteris carthusiana) et de quatre-temps (Cornus canadensis).

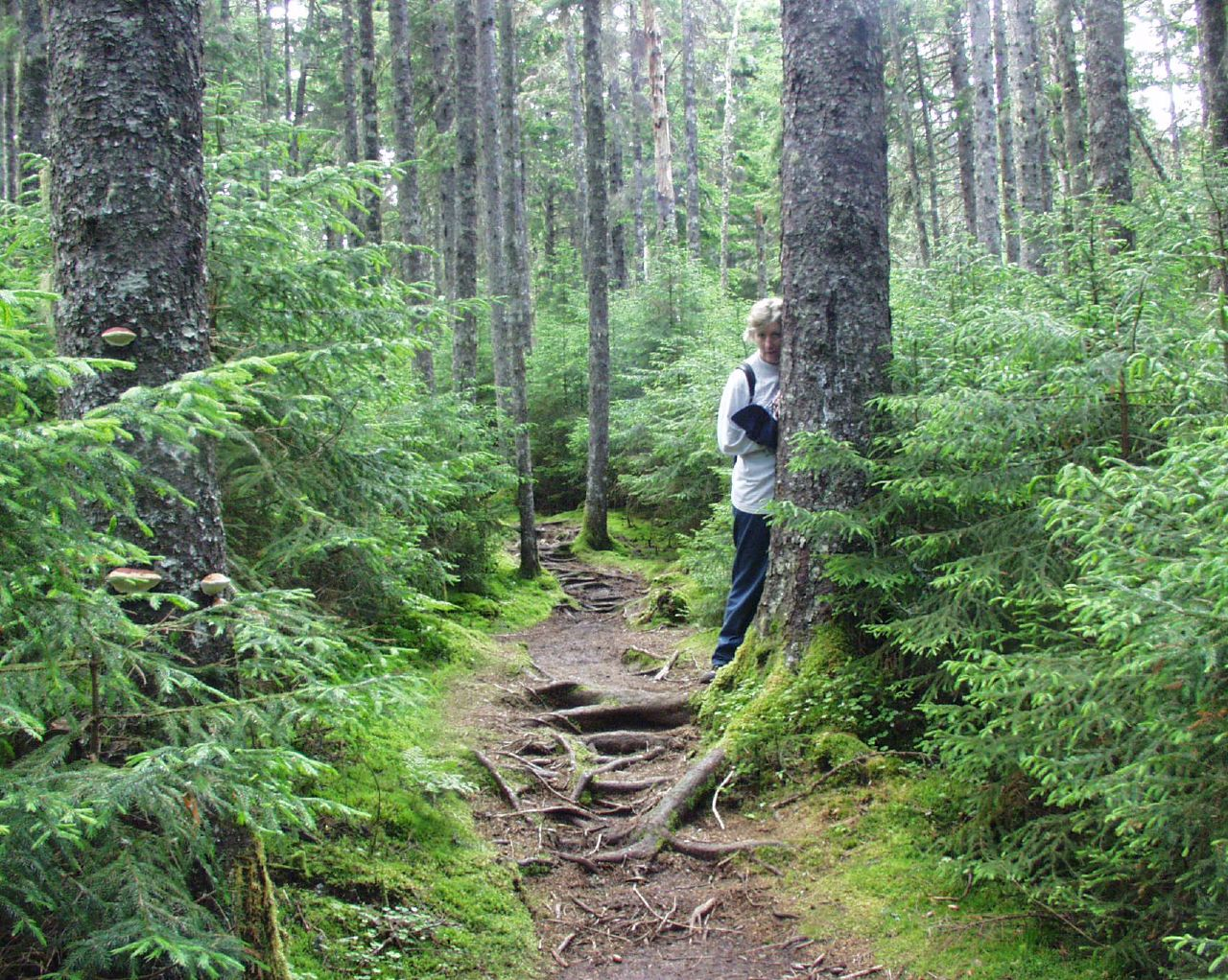
Forêt d'épinette rouge sur le sentier Mathews Head.

Les forêts de feuillus ne représentent que 5 % du couvert forestier. Les essences feuillues les plus abondantes sont le bouleau jaune et le bouleau à papier, mais on y trouve aussi de l'érable à sucre, de l'érable rouge et du hêtre à grandes feuilles (Fagus grandifolia). Les sous-bois sont peuplés de claytonie de Caroline (Claytonia caroliniana) et d'érythrone d'Amérique (Erythronium americanum). Les peuplements purs de conifères sont rares dans le parc et ils sont représentés principalement par l'épinette rouge et le sapin baumier. Les quelques tourbières du parcs sont couvertes d'un tapis de sphaigne (Sphagnum sp.) sur lequel poussent des épinettes noires (Picea mariana) et des mélèzes laricins (Larix laricina). On y recense trois genres de plantes carnivores : la sarracénie pourpre (Sarracenia purpurea), des droséras (Drosera sp.) et des utriculaires (Utricularia sp.).

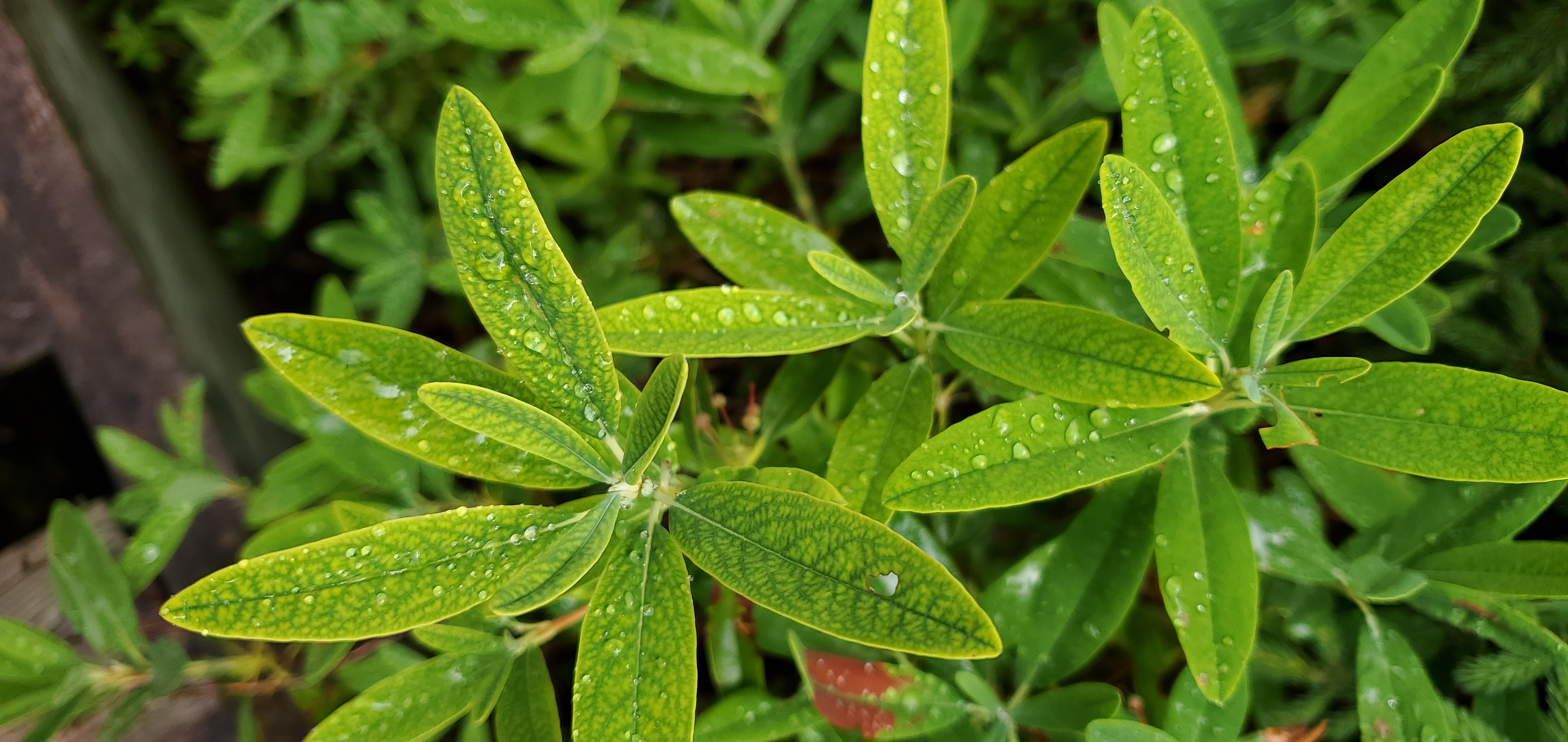
Arbuste de thé du Labrador sur le sentier du ruisseau Kinnie.

On trouve aussi quelques espèces de plantes rares dans le parc. Les falaises de la pointe Wolfe et la vallée de la rivière Goose servent de refuge à la primevère laurentienne (Primula laurentiana), et les vallées des rivières Point Wolfe et Point Wolfe Est et du ruisseau Bennett abritent la sélaginelle fausse-sélagine (Selaginella selaginoides), la viorne comestible (Viburnum edule), la doradille verte (Asplenium viride), le carex capillaire (Carex capillaris) et le lycopode sélagine (Huperzia selago).

### Faune
On recense 38 espèces de mammifères dans le parc. Les ongulés qui fréquentent le site sont l'orignal (Alces americanus) et le cerf de Virginie (Odocoileus virginianus). Les principaux carnivores du parc sont le coyote (Canis latrans), le raton laveur (Procyon lotor), l'ours noir (Ursus americanus), le renard roux (Vulpes vulpes) et le lynx roux (Lynx rufus). Parmi les petits mammifères, on rencontre la petite chauve-souris brune (Myotis lucifugus), le lièvre d'Amérique (Lepus americanus), le tamia rayé (Tamias striatus), l'écureuil roux (Tamiasciurus hudsonicus), le castor du Canada (Castor canadensis) et le grand polatouche (Glaucomys sabrinus),. Trois espèces ont disparu de la région depuis le début de la colonisation : le loup (Canis lupus), le caribou (Rangifer tarandus) et la martre d'Amérique (Martes americana). Quant au couguar (Puma concolor), il est observé une ou deux fois par an, mais il n'existe aucun indice direct de sa présence ; parmi les mammifères, seule cette espèce est considérée en péril dans le parc.

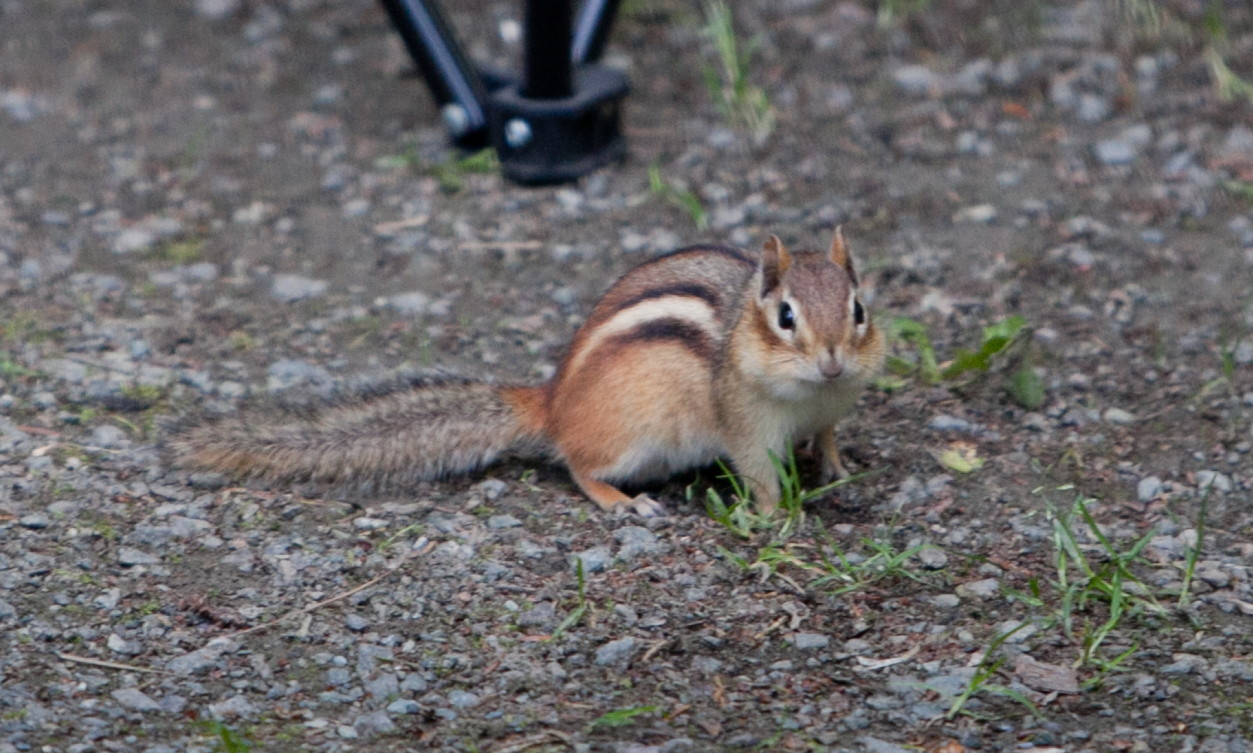
Tamia rayé

Le parc est fréquenté par 260 espèces d'oiseaux. Les principales espèces rencontrées dans le parc sont le grand pic (
Dryocopus pileatus), le junco ardoisé (Junco hyemalis), le bec-croisé bifascié (Loxia leucoptera), le grand héron (Ardea herodias), le cormoran à aigrettes (Phalacrocorax auritus), le bécasseau semipalmé (Calidris pusilla), le pluvier semipalmé (Charadrius semipalmatus), et le faucon pèlerin (Falco peregrinus). Les espèces considérées en péril par le COSEPAC sont l'engoulevent bois-pourri (Caprimulgus vociferus), l'engoulevent d'Amérique (Chordeiles minor), l'hirondelle rustique (Hirundo rustica), le martinet ramoneur (Chaetura pelagica), le moucherolle à côtés olive (Contopus cooperi), la paruline du Canada (Wilsonia canadensis), le faucon pèlerin (Falco peregrinus) et le quiscale rouilleux (Euphagus carolinus).
Le parc de Fundy est fréquenté par 18 espèces d'amphibiens et de reptiles. Les anoures sont représentés par la rainette crucifère (Pseudacris crucifer), la grenouille des bois (Lithobates sylvaticus), la grenouille léopard (Lithobates pipiens), la grenouille des marais (Lithobates palustris), la grenouille verte (Lithobates clamitans), le ouaouaron (Lithobates catesbeianus) et le crapaud d'Amérique (Anaxyrus americanus). Les urodèles sont représentés par la salamandre maculée (Ambystoma maculatum), la salamandre cendrée (Plethodon cinereus), la salamandre à quatre orteils (Hemidactylium scutatum), la salamandre sombre du Nord (Desmognathus fuscus), la salamandre à points bleus (Ambystoma laterale), la salamandre à deux lignes (Eurycea bislineata) et le triton vert (Notophthalmus viridescens). Les quatre espèces de reptiles sont la couleuvre rayée (Thamnophis sirtalis), la couleuvre à ventre rouge (Storeria occipitomaculata), la couleuvre verte (Liochlorophis vernalis) et la couleuvre à collier (Diadophis punctatus).
Trois espèces de poisson d'eau douce seulement vivent dans les cours d'eau du parc : l'omble de fontaine (Salvelinus fontinalis), le saumon atlantique (Salmo salar) et l'anguille d'Amérique (Anguilla rostrata). Les marais salés sont quant à eux visités par le choquemort (Fundulus heteroclitus) et l'épinoche à trois épines (Gasterosteus aculeatus). Deux de ces espèces, le saumon atlantique et l'anguille d'Amérique, sont considérées en péril. Les cours d'eau du parc ont perdu, depuis le début de la colonisation, entre 66 % et 80 % des espèces de poissons qu'ils hébergeaient auparavant, pour des raisons diverses.
Les estrans rocheux abritent la balane Semibalanus balanoides, des bigorneaux (Littorina sp.), le doris rugueux (Onchidoris bilamellata), le pourpre de l'Atlantique (Nucella lapillus), l'acmée à écaille de tortue (Testudinalia testudinalis), la stromatée à fossettes (Peprilus triacanthus) et des tortues. Les estrans boueux sont quant à eux occupés par le corophie tourneur (Corophium volutator), la mye commune (Mya arenaria) et la grande gravette (Alitta virens).

## Histoire

### Période amérindienne et colonisation

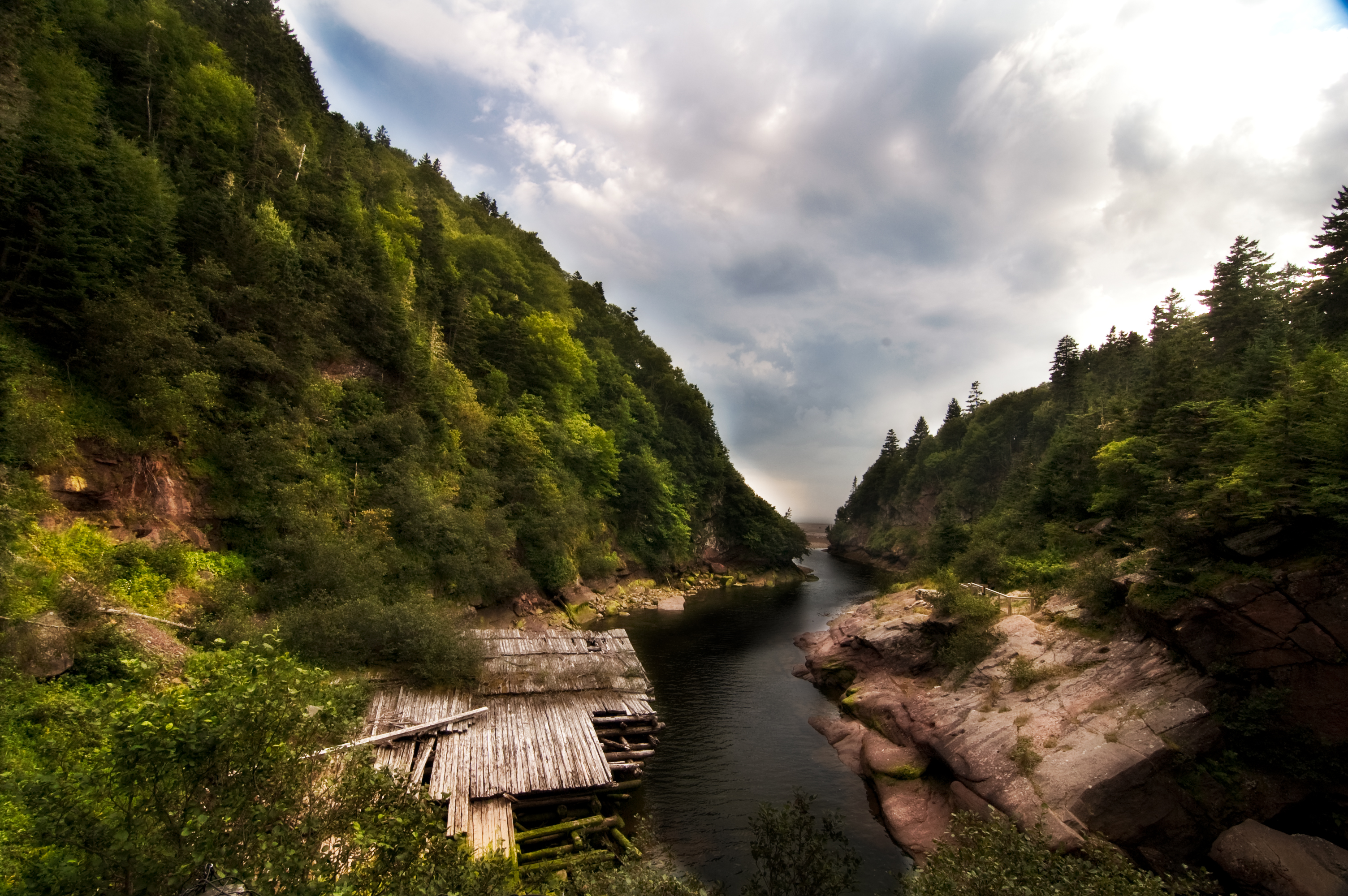
Ruine du barrage et rivière Point Wolfe.

Les Micmacs et les Malécites ont laissé peu de traces dans la région. Ils considèrent comme hasardeuse la navigation sur la côte, et préfèrent utiliser le réseau de portage intérieur, beaucoup plus aisé, reliant la rivière Petitcodiac au fleuve Saint-Jean.
Les Acadiens s’installent à Chipoudy en 1710, à quelques kilomètres à l'est du parc, mais sont chassés par les Britanniques en 1755 lors de la déportation des Acadiens. Il faut attendre 1825 pour voir s'établir les premiers Blancs dans la région du parc. Les émigrants provenaient principalement de l'Écosse, de l'Irlande et de l'Angleterre. Bien que concédées, les terres sur les plateaux sont peu propices à l'agriculture et sont abandonnées en moins d'une génération.
Les villages sur la côte sont plus prospères. Le plus important est le village de Point Wolfe où les habitants vivent de la pêche, des scieries et des petits chantiers navals. Le travail est saisonnier : l'hiver, les hommes travaillent dans les camps de bucherons et participent à la drave au printemps ; en été et en automne, ils sont occupés sur leurs fermes. Cependant, au début du XXe siècle, la rareté de la ressource en bois provoque l'exode de la plupart des habitants. De plus, l'engorgement des rivières par les billots de bois provoque la disparition des saumons des rivières du parc, réduisant du même coup à l'inactivité les pêcheries existantes.

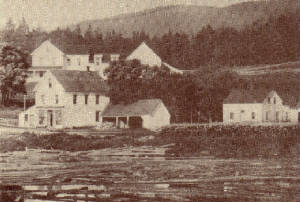
Village de Point Wolfe vers 1915.

Les bûcherons arrivent à Point Wolfe en 1826. En 1831, les vingt hommes de John Ward & Sons coupent 1 800 m3 de bois qui sont livrés aux quais de Saint-Jean. À la mort de Ward en 1846, ses exploitations sont achetées par les Vernon de Saint-Jean. Ces derniers améliorent grandement l'efficacité de la scierie, portant sa production à 14 000 m3 de bois tout en employant 48 hommes. Le dernier propriétaire de la scierie est C. T. White, de Sussex, qui reconstruit le barrage sur la rivière, installe le téléphone et devient le premier propriétaire d'une automobile au village. Il lègue ses affaires à son fils Garfield en 1914. En 1918, le marché s'effondre, la scierie ferme et Garfield White est obligé de vendre son entreprise à une compagnie américaine. Une ferme expérimentale de pomme de terre s'installe à Herring Cove au début des années 1940.

### Création

Les sept sites proposés lors de la création du parc.

L'idée d'un parc national au Nouveau-Brunswick germe quand l'Association de la protection de la chasse et la pêche du Nouveau-Brunswick organise une pétition pour l'établissement d'un parc national dans la province. Cette association forme un comité, composé de notables de la province, qui suggère au gouvernement fédéral six sites potentiels, avec deux favoris, l'un dans la région du mont Carleton, paradis de la chasse et de la pêche, et l'autre dans le comté d'Albert, correspondant au parc actuel. Après étude des propositions, la branche des Parcs nationaux favorise le site de Lepreau et celui d'Albert, entrant ainsi en contradiction avec les autorités provinciales qui préfèrent celui du mont Carleton, avec l’appui de l'historien William Francis Ganong. Le fédéral réplique en favorisant un site, non proposé par la province, au mont Champlain, entre Fredericton et Saint-Jean. Les débats entre le fédéral et le provincial au sujet du site à choisir, et l'absence de vision sur ce que devait être un parc néo-brunswickois, font tomber le projet en veilleuse vers 1937. L'idée refait surface après la fin de la Seconde Guerre mondiale. La branche des parcs nationaux ayant proposé les sites de Lepreau, du mont Champlain et d'Albert, la province arrête son choix sur ce dernier site.

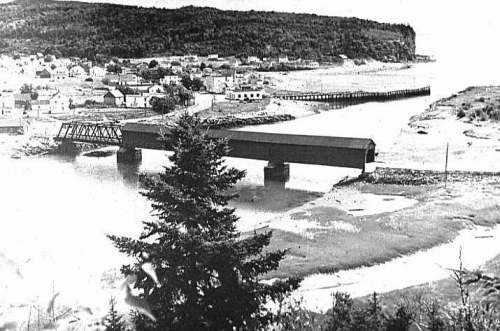
Village d'Alma vers 1930.

L'expropriation à Fundy se déroule plus facilement que pour les parcs des Hautes-Terres-du-Cap-Breton et de l'Île-du-Prince-Édouard, la province ayant mieux communiqué sur son projet. De plus, elle permet aux expropriés d'aller en appel s'ils ne sont pas satisfaits du montant proposé en compensation. La moitié nord de la zone visée est composée de terres de la couronne sous bail à la Hollingsworth and Whitney, une compagnie forestière du Maine. Le reste est divisé en 130 lots privés. La province achète les terrains et les baux de la Hollingsworth & Whitney à l'amiable pour 325 000 $CA, à la satisfaction de la compagnie. Elle exproprie ensuite les deux scieries de la région. Enfin, elle indemnise les autres propriétaires, qui reçoivent entre 4 000 et 10 000 $CA pour les résidences permanentes, et 2 000 $CA pour les résidences secondaires. La plupart des expropriés s'installent à Alma, à l'est du parc. Au total, les expropriations coûtent 850 000 $CA à la province. Le parc est officiellement créé le 10 avril 1948.

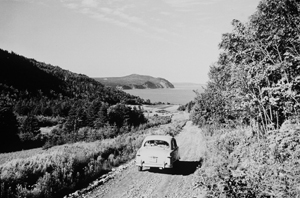
L'anse Herring et le cap Owls vus de la route du parc en 1950.

La fréquentation des deux parcs nationaux des Maritimes déjà existants avait doublé entre 1945 et 1947. Cette forte affluence encourage la branche des Parcs nationaux à investir beaucoup plus pour Fundy que pour les parcs précédents. Entre 1948 et 1950, elle dépense 2,2 millions $CA à Fundy, à comparer au 1,1 million $CA pour les quatre premières années du parc national des Hautes-Terres-du-Cap-Breton.
Elle commence par niveler entièrement le secteur destiné à l'administration, au détriment du patrimoine naturel et culturel du site. Elle fait construire un terrain de golf de neuf trous dessiné par Stanley Thompson au coût de 100 000 $CA, ainsi qu'une piscine d'eau salée, voisine de la plage. Pour l'hébergement dans le parc, elle fait construire un terrain de camping ainsi que 29 chalets voisins du golf. L'une des dépenses les plus extravagantes est celle de la résidence du directeur du parc. Autorisée à un prix de 12 000 $CA, elle est édifiée au coût de 30 000 $CA, soit le prix de trois à quatre fermes à Alma. Une école d'artisanat est aussi installée dans le parc, mais cette dernière disparaît quelques années plus tard.

### Période actuelle
S'il est le modèle de l’aménagement des parcs nationaux au début des années 1950, la perception de celui-ci évolue rapidement, devenant un véritable anti-modèle lors de l'établissement du parc national de Terra-Nova, à Terre-Neuve-et-Labrador, moins de dix ans plus tard. Le premier directeur de ce dernier veut, entre autres, que les bâtiments du nouveau parc soient mieux intégrés au paysage. Le naturaliste R.D. Muir, qui avait visité tous les parcs nationaux canadiens l'année précédente, publie une violente critique sur Fundy, disant qu'il a l'impression que les attraits naturels du parc ont été démolis, couverts ou dégradés. Pour pallier l'augmentation de la fréquentation du parc, on construit un motel ainsi que 24 chalets en 1958 dans le secteur de l'administration. Le camping de Chignecto est quant à lui construit en 1967. En 1972, un lot de 53 ha situé au nord-est du parc est acquis de l'entreprise J.D. Irving par le fédéral pour agrandir le territoire.

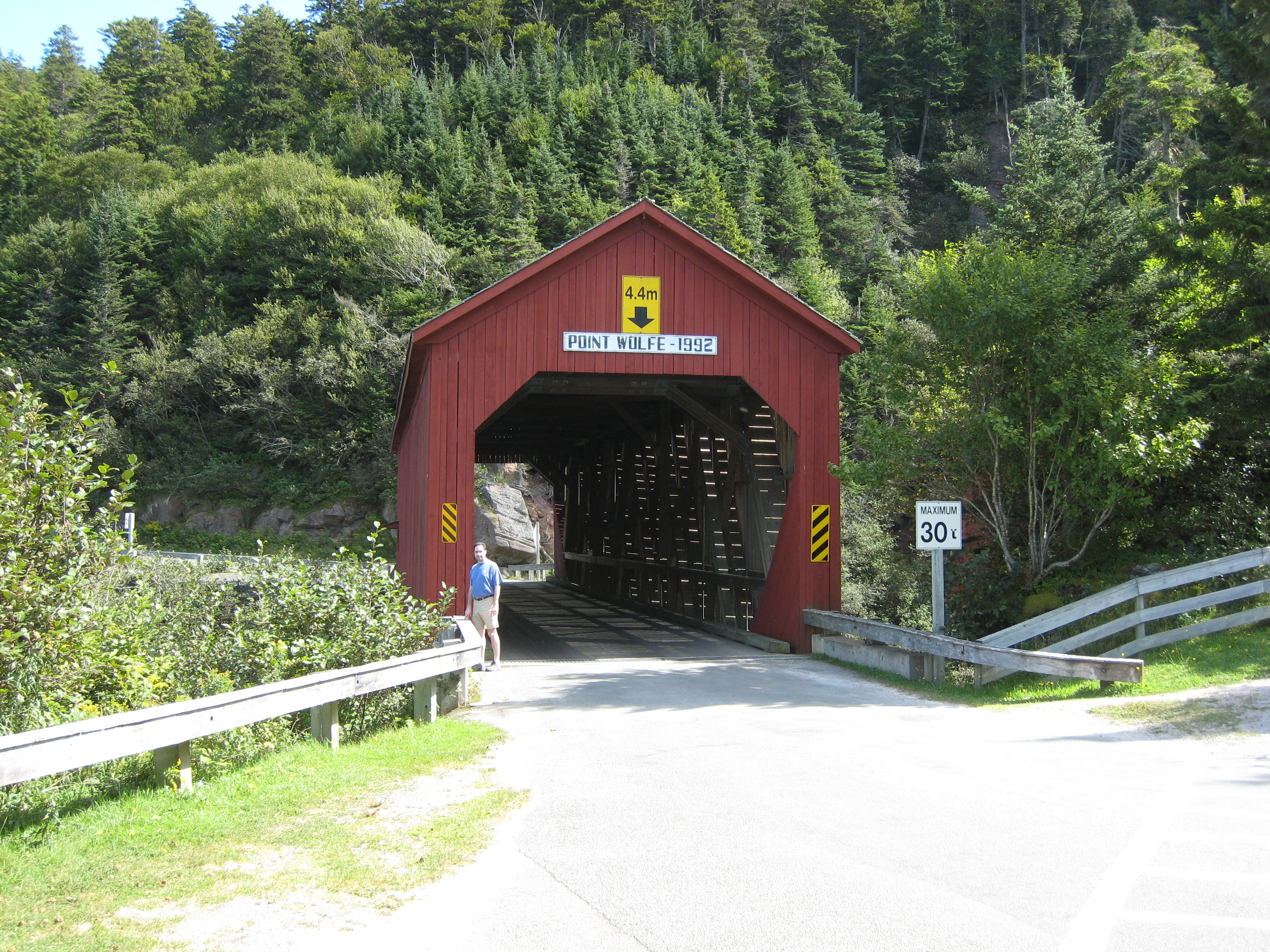
Pont de Point Wolfe

Le centre de recherches sur la pomme de terre ferme définitivement ses portes en 1976 en déménageant à Benton. À la fin des années 1970 et au début des années 1980, la tordeuse des bourgeons de l'épinette (Choristoneura fumiferana), un papillon dont la chenille est un ravageur indigène, détruit les forêts de conifères du parc, ne laissant que de vastes clairières de régénération. Durant les années 1980, le gouvernement fédéral réintroduit trois espèces animales dans le parc, soit le faucon pèlerin et le saumon atlantique en 1982 et la martre d'Amérique en 1984. Le barrage historique de Point Wolfe est démoli en 1985 pour permettre la libre migration des saumons.
En 1990, un rocher menace les abords du pont de Point Wolfe, un pont couvert. Le 29 décembre 1990, l'administration du parc décide de faire dynamiter le rocher. À la suite d'un premier essai infructueux, les dynamiteurs optent pour des explosifs plus puissants. Malgré les précautions prises, le rocher emporte le pont lors de son explosion. La société d'histoire locale fait pression sur le parc pour qu'il reconstruise un pont couvert à cet endroit. Le nouveau pont, réalisé à l'identique et peint en rouge, est inauguré durant l'été 1992, ce qui en fait le seul pont couvert construit dans la province depuis 1952.

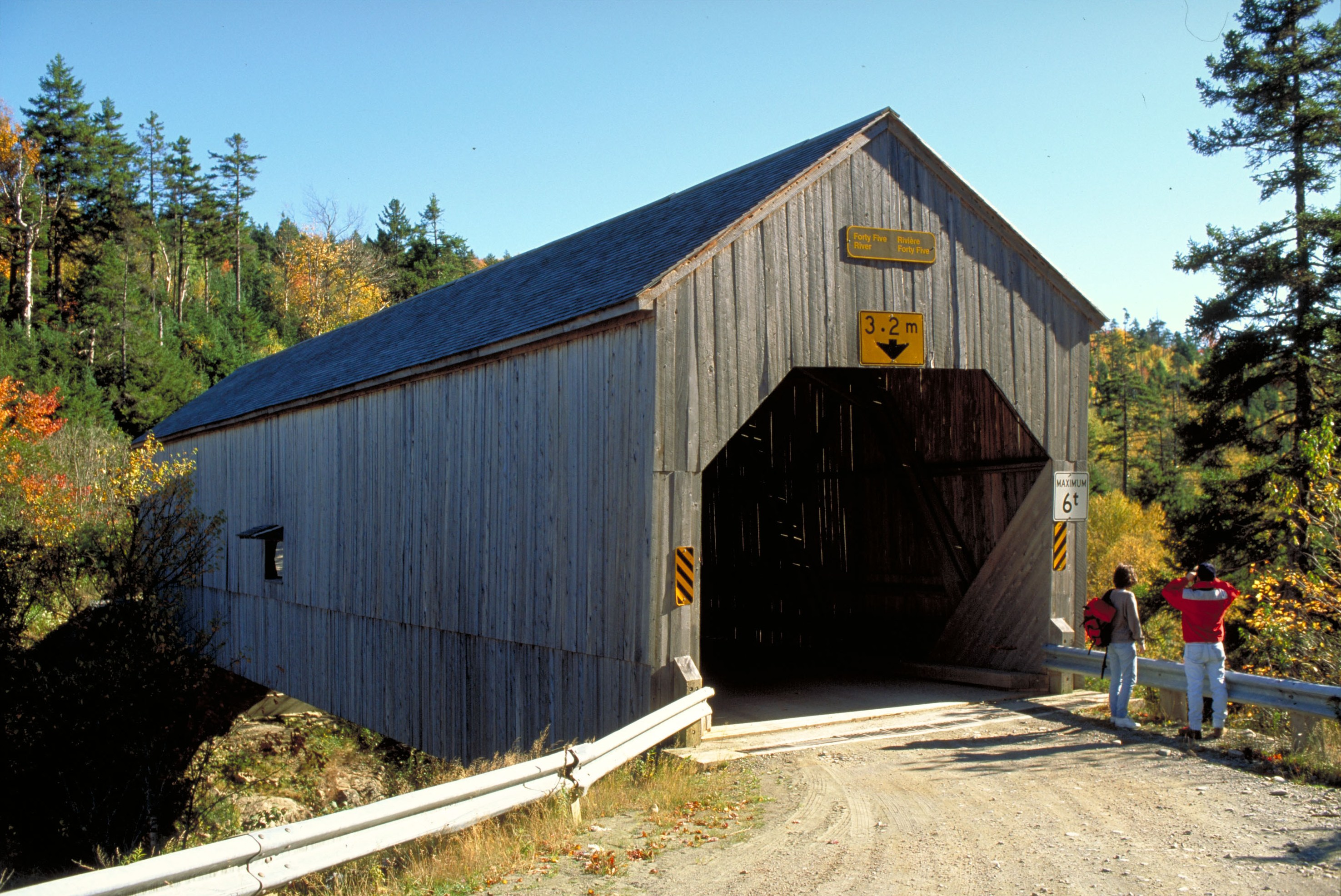
Pont de la Rivière-Forty-Five-No 1

Trois infrastructures sont reconnues comme édifice fédéral du patrimoine, soit l'édifice de l’administration en 1988, la résidence du directeur du parc en 1991 et l'ensemble constitué par le pavillon de bain et la piscine d'eau salée en 2005. Le parc compte également quelques ruines des anciens villages, tels les cimetières, des vestiges de l'exploitation forestière et deux ponts couverts, dont celui de la Rivière-Forty-Five-No 1.
Le projet de recherche sur écosystème du Grand Fundy (Grand Fundy Ecosystem : GFE) est mis en place en 1991, permettant une meilleure compréhension de l'impact de la foresterie et de l'activité humaine sur le parc et ses environs. Le parc national est ainsi reconnu comme aire centrale de la réserve de biosphère de Fundy, qui est désigné par l'UNESCO le 21 septembre 2007. Le 26 mars 2009, environ 85 % du parc est constitué comme réserve intégrale,.

## Tourisme et administration

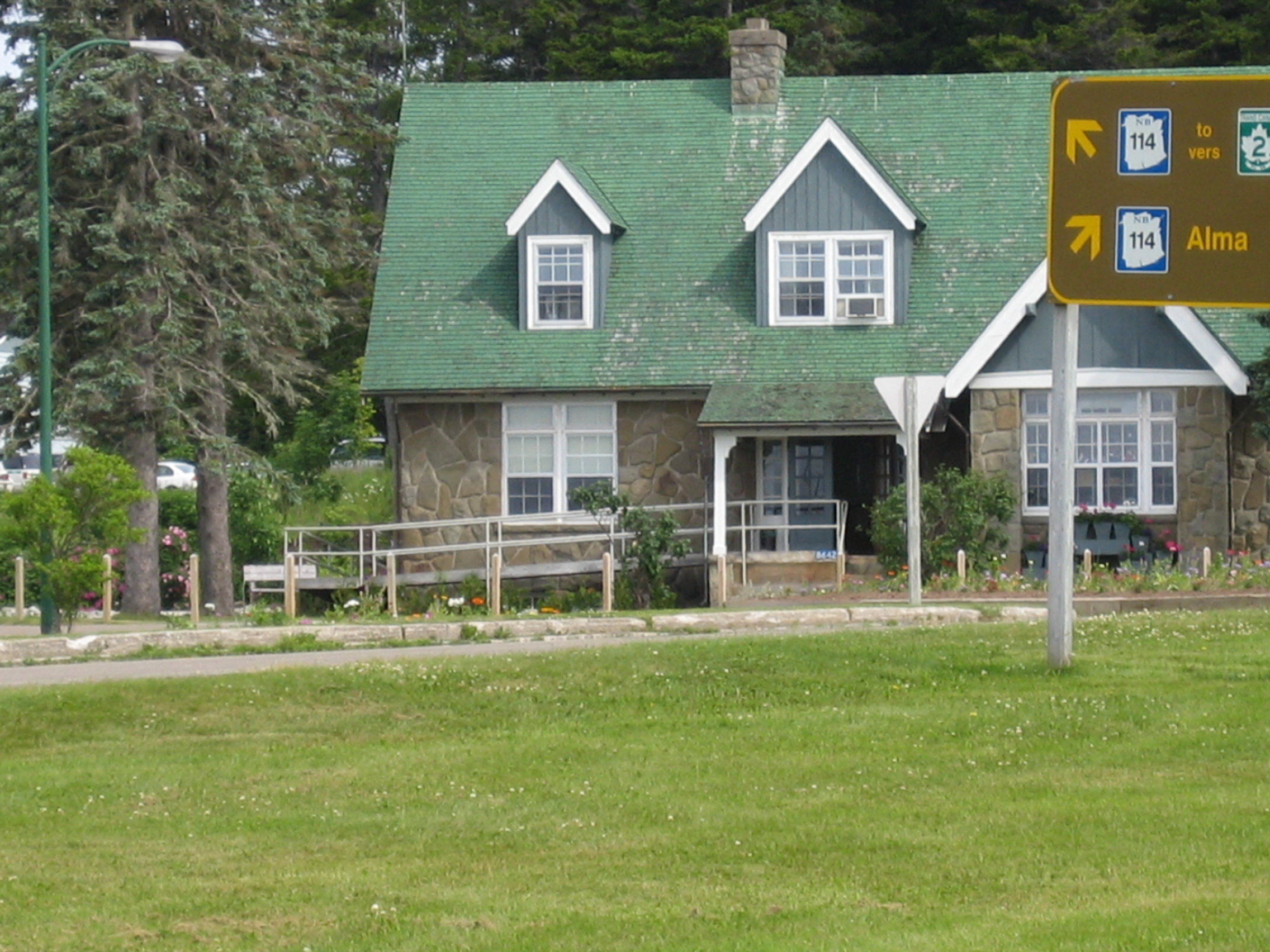
Édifice de l'administration.

Le parc est administré depuis Alma par Parcs Canada, une agence du ministère de l'Environnement du Canada. Pour l'année financière 2011-2012, l'agence dispose d'un budget de 696 millions de dollars pour gérer 42 parcs nationaux, 956 lieux historiques nationaux — dont 167 gérés directement par l'agence — et quatre aires marines nationales de conservation.

### Fréquentation
Le parc a reçu 258 168 visiteurs au cours de l'année 2011–2012, ce qui en fait le site de Parcs Canada le plus visité de la province. Ainsi, 40 % des visiteurs qui sont hébergés dans le parc proviennent du Nouveau-Brunswick, 8 % de la Nouvelle-Écosse et de l'Île-du-Prince-Édouard, le reste provenant de l'extérieur des provinces maritimes. Des visiteurs provenant de l'extérieur des Maritimes, 59 % sont des couples et 29 % des familles.

### Infrastructures
La route 114 traverse le parc du sud-est au nord-ouest. Elle relie le parc à Moncton à l'est et à Sussex à l'ouest. Le parc possède un réseau routier de 72 km dont 34 km sont asphaltés.
Le parc possède trois terrains de camping totalisant 569 emplacements. Il offre aussi quatre terrains de camping situés dans l'arrière-pays accessibles seulement par randonnée pédestre. On peut aussi y loger dans une yourte ou dans un motel de 20 chambres et 24 chalets administrés par une compagnie privée.
Le parc est parcouru par 100 km de sentiers de randonnée pédestre. Ils sont reliés à deux sentiers de longue randonnée, le sentier pédestre Fundy et le sentier Dobson, qui relient le parc à Saint-Martins et Riverview. Ces derniers font partie du sentier Nouveau-Brunswick. Six des sentiers du parc sont quant à eux accessibles aux vélos tout terrain. Il est aussi possible de pratiquer la natation, soit dans la piscine d'eau salée, soit dans les lacs Wolfe et Bennett, ainsi que la pêche, le tennis, le boulingrin, le canotage et l'observation ornithologique. Le parc possède aussi un terrain de golf de neuf trous.
Durant l'hiver, on peut pratiquer le ski de fond, la raquette, la luge ainsi que l'observation de la nature.

## Photographies

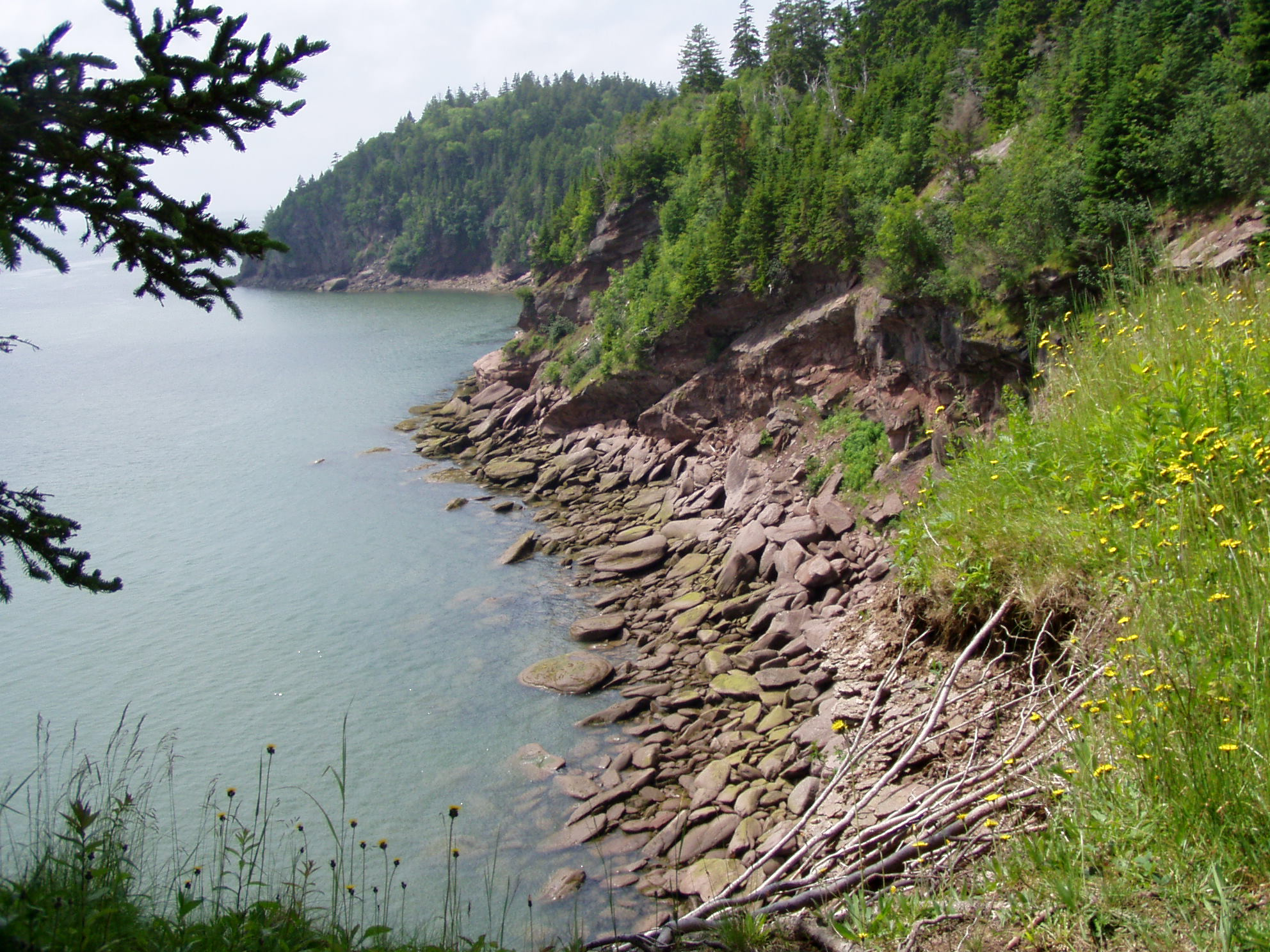
Vue du rivage
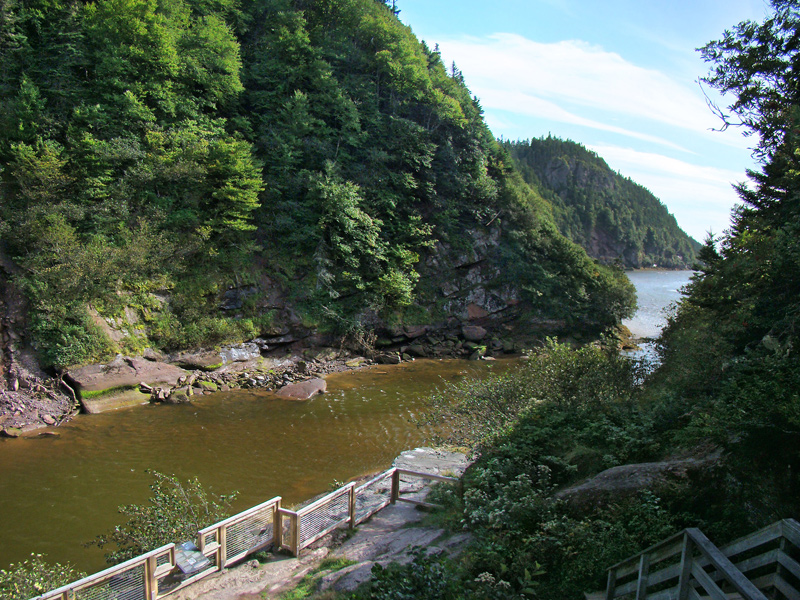
Point Wolfe
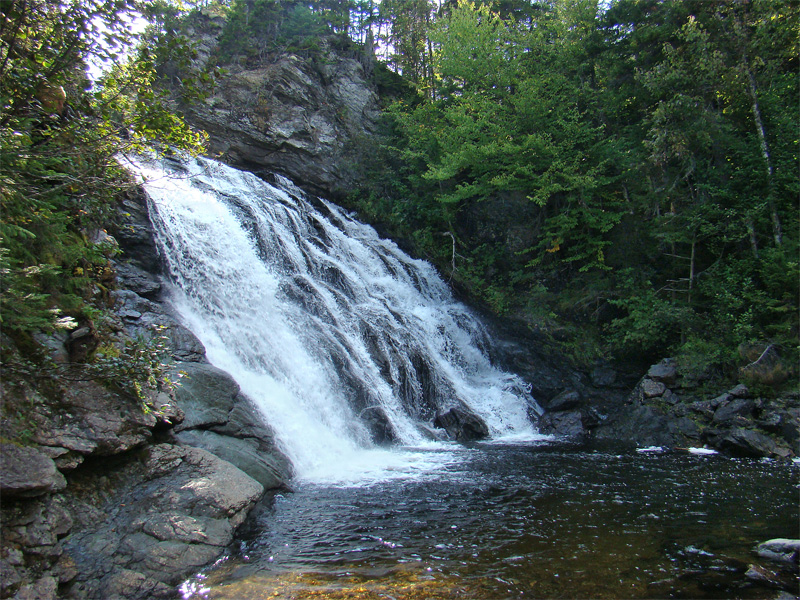
Les chutes Laverty
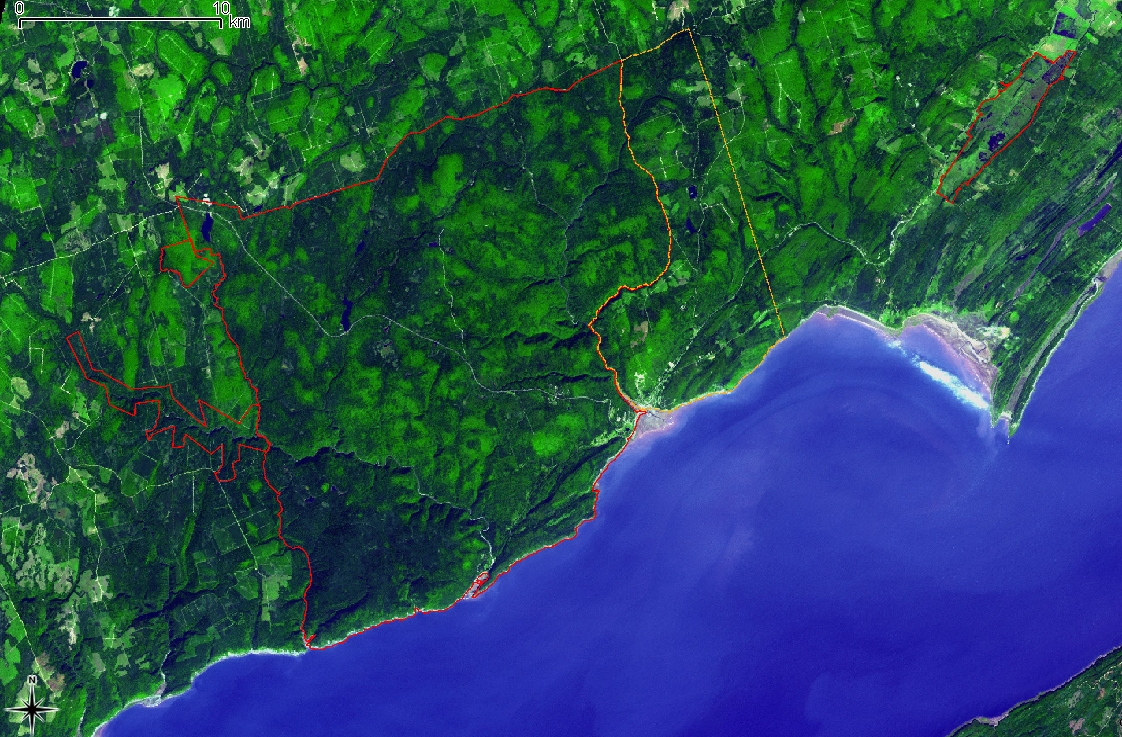
Photographie satellite du parc et de ses environs
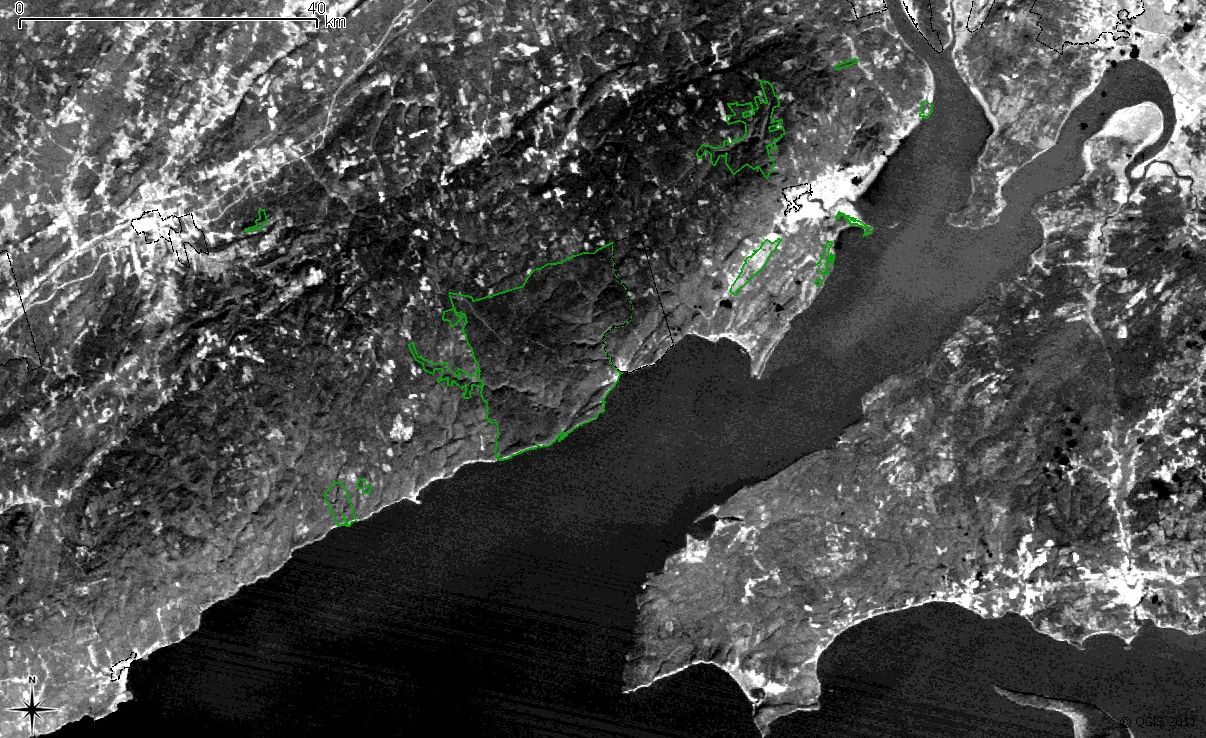
Contraste infrarouge entre le parc (sombre) et les villes avoisinantes